# Latur (huyện)
Huyện Latur là một huyện thuộc bang Maharashtra, Ấn Độ. Thủ phủ huyện Latur đóng ở Latur. Huyện Latur có diện tích 7157 ki lô mét vuông. Đến thời điểm năm 2001, huyện Latur có dân số 2078237 người.